# Unione Sportiva Avellino 1964-1965
Questa voce raccoglie le informazioni riguardanti l'Unione Sportiva Avellino nelle competizioni ufficiali della stagione 1964-1965.

## Rosa
| N. |                   | Ruolo | Calciatore\|               |
| -- | ----------------- | ----- | -------------------------- |
|    | Italia (bandiera) | P     | Giovanni Labella           |
|    | Italia (bandiera) | P     | Luigi Tancredi             |
|    | Italia (bandiera) | P     | Remigio Trulla             |
|    | Italia (bandiera) | D     | Giampaolo Bagagli          |
|    | Italia (bandiera) | D     | Bruno Boschi               |
|    | Italia (bandiera) | D     | Benito Boscolo             |
|    | Italia (bandiera) | D     | Luigi De Falco (capitano)  |
|    | Italia (bandiera) | D     | Fabio Mariotto             |
|    | Italia (bandiera) | D     | Alfio Riti (vice capitano) |
|    | Italia (bandiera) | C     | Giulio Cantarini           |

| N. |                   | Ruolo | Calciatore          |
| -- | ----------------- | ----- | ------------------- |
|    | Italia (bandiera) | C     | Claudio Di Pucchio  |
|    | Italia (bandiera) | C     | Igino Gasparini     |
|    | Italia (bandiera) | C     | Lino Ghirardello    |
|    | Italia (bandiera) | C     | Renzo Selmo         |
|    | Italia (bandiera) | A     | Fulvio Carbone      |
|    | Italia (bandiera) | A     | Augusto Ive         |
|    | Italia (bandiera) | A     | Lucio Mujesan       |
|    | Italia (bandiera) | A     | Alfredo Pastore     |
|    | Italia (bandiera) | A     | Mascia              |
|    | Italia (bandiera) |       | Pierfranco Vittozzi |